# 나츠우미 마나츠
나츠우미 마나츠(일본어: 夏海まなつ, 한국명 : 한여름)는 도에이 애니메이션에서 제작한 애니메이션 트로피컬 루즈! 프리큐어에 등장하는 인물(주인공)이다. "립"이 매력 포인트인 큐어 섬머(キュアサマー Cure Summer[*])로 변신한다. 애니메이션 성우는 일본판은 파이루즈 아이, 한국판은 장경희이다.

## 프로필
| 나츠우미 마나츠      | 나츠우미 마나츠         |
| -------------------- | ----------------------- |
| 성별                 | 여자                    |
| 생일                 | 8월 1일                 |
| 나이                 | 12세                    |
| 신분                 | 학생                    |
| 포지션               | 주인공, 주연            |
| 변신체               | 큐어 썸머               |
| 상징색               | 하얀색, 무지개색        |
| 등장 프리큐어 시리즈 | 트로피컬 루즈! 프리큐어 |

## 상세
한 여름의 태양처럼 밝고, 모든 일에 의욕이 넘치는 중학교 1학년생이며 어떤 때에도 "지금 제일 중요한 일을 하자!"라며 머리보다 몸이 먼저 움직이는 타입이다. 어머니에게 받은 립을 소중히 하고 있다. 말버릇은 "트로피컬하게~!"

## 큐어 서머
"설레는 한여름! 큐어 섬머!"(ときめく常夏! キュアサマー!)
등장시 기본/테마 색은 무지개색과 흰색이며, 이름의 여원은 여름을 뜻하는 영단어 섬머(Summer)이다.
특징
헤어스타일은 머리카락이 튀어나온 거대한 포니테일로 금발을 중심으로 분홍색, 하늘색이 섞인 쓰리톤 헤어이며 머리에 커다란 분홍색 꽃 장식을 달고 있다. 의상은 세일러복 형태로 상징색은 무지개색이지만 의상에는 흰색의 비율이 매우 높고 분홍색, 하늘색이 포인트 컬러로 활용되고 있다. 화장 부위는 입술이다.
사용 기술
- 프리큐어 태양 서머 스트라이크

## 기타
- 프리큐어 시리즈로서는 두 사람은 프리큐어 Splash Star 이후 15년만에 분홍색이 아닌 주인공 프리큐어이자 최초의 무지개색 & 흰색의 주인공 프리큐어이다.
- Go! 프린세스 프리큐어의 하루노 하루카에 이어서 역대 두 번째 중1 프리큐어 주인공이다.